# Maestà del Palazzo Pubblico di Siena

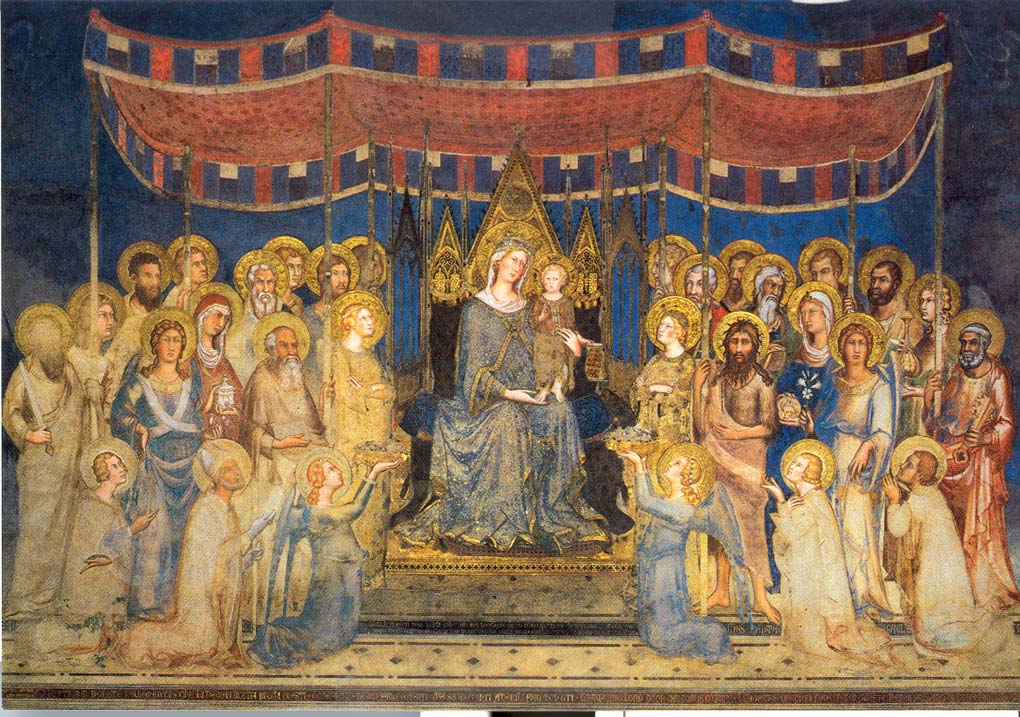
Senza la cornice

La Maestà del Palazzo Pubblico di Siena è un affresco (970x763 cm) realizzato da Simone Martini, che occupa tutta la parete nord della Sala del Mappamondo (detta anche Sala del Consiglio) del Palazzo Pubblico di Siena.
L'affresco è datato 1315 ed è considerato una delle principali opere dell'artista, nonché una delle opere più importanti dell'arte trecentesca italiana.

## Storia
La Maestà fu commissionata a Simone Martini dal governo della città di Siena (Governo dei Nove). Non si conoscono le circostanze di questo incarico, ma è probabile che Simone Martini avesse già acquisito una reputazione di tutto rispetto se il governo della città di Siena gli affidò un'opera così importante per la sala principale del Palazzo Pubblico.
Simone Martini lavorò all'affresco in più fasi: iniziò presumibilmente nel 1312, continuò il lavoro fino a circa due terzi della superficie prima di abbandonarla per recarsi ad Assisi, dove lo attendeva la Cappella di san Martino. Ma anche i lavori della cappella di San Martino furono interrotti e Simone tornò a Siena per completare quindi la parte inferiore della Maestà, oggi assai deteriorata a causa della tecnica adottata (principalmente pittura a secco). L'opera fu terminata nel giugno del 1315, come risulta dalla firma apposta dallo stesso Simone Martini.
Appare ancora evidente una lunga linea di cesura orizzontale che corre all'altezza del piedistallo del trono, delle gambe dei santi e angeli inginocchiati e subito sotto i penultimi oculi dei lati verticali della cornice esterna, a testimonianza dell'interruzione dei lavori avvenuta tra il 1312 e il 1315. Anche lungo la cornice illusionistica esterna al di sotto di tale linea di cesura è evidente il segno di ripresa del lavoro, caratterizzato da una diversa resa dei modiglioncini, da decorazioni floreali differenti tra gli oculi (con cardi più gonfi e voluminosi, comparsa di nuovi fiori, foglie più voluminose), dall'uso di suggestioni spaziali nella resa dei santi entro gli oculi (spesso debordanti dai confini dell'oculo stesso). Ma ci sono anche caratteristiche tecniche che testimoniano l'interruzione dei lavori: nella zona più bassa dell'affresco la malta ha una composizione diversa, la tecnica passa dal buon fresco (sopra) al mezzo fresco (sotto), l'intonaco sottostante è più grosso.
L'umidità del muro, che allora dava all'esterno, causò rapidi guasti alla pittura. Nel 1321 infatti Simone fu chiamato nuovamente a metter mano al proprio lavoro per la "raconciatura" di alcune porzioni d'affresco; vennero completamente rifatte in questo periodo le teste della Madonna, del Bambino, di sant'Orsola e Caterina d'Alessandria (immediatamente ai lati della Madonna), dei due angeli offerenti (in basso ai piedi del trono), dei santi Ansano e Crescenzio (il primo e terzo santo inginocchiati). Recentemente si è fatta strada anche l'ipotesi di un rifacimento dell'affresco non solo per motivi di conservazione dello stesso, ma anche per motivi politici: avviene in quegli anni a Siena il passaggio da un governo di stampo popolare a uno più aristocratico, il governo dei Nove. Assume quindi valenza politica la modifica apportata dal pittore stesso, che, difatti, eliminò i cartigli retti dai Santi Patroni di Siena e di conseguenza modificò anche quella che era la risposta della Madonna, con le relative modifiche anche dal punto di vista stilistico. È quindi interessante notare come il rifacimento dell'opera sia avvenuto sia per esigenze di conservazione, sia per esigenze politiche e, infine, per motivi stilistici.
I danni non si arrestarono, anche per l'uso di parte dei panneggi a tempera, e oggi l'affresco ci è giunto in condizioni assai deperite. 

### Datazione e attribuzione
Alcuni versi che corrono sulla fascia a finti marmi in basso consentono di datare la terminazione dell'opera al giugno 1315:
mille trecento quindici vol(…)
e Delia avia ogni bel fiore spinto
e Iuno già gridava: I'mi rivoll(…)
In questi versi Iuno è il mese di giugno e la data del 1315 è chiaramente scritta in lettere. Più difficile è ricostruire la data di inizio dell'affresco, per la quale mancano documenti oggettivi. La critica recente tende a considerare tale data il 1312.
Sotto i versi della datazione “giugno 1315” si legge:
se (…) a man de Symone
ad attestare la firma dell'artista.

## Descrizione

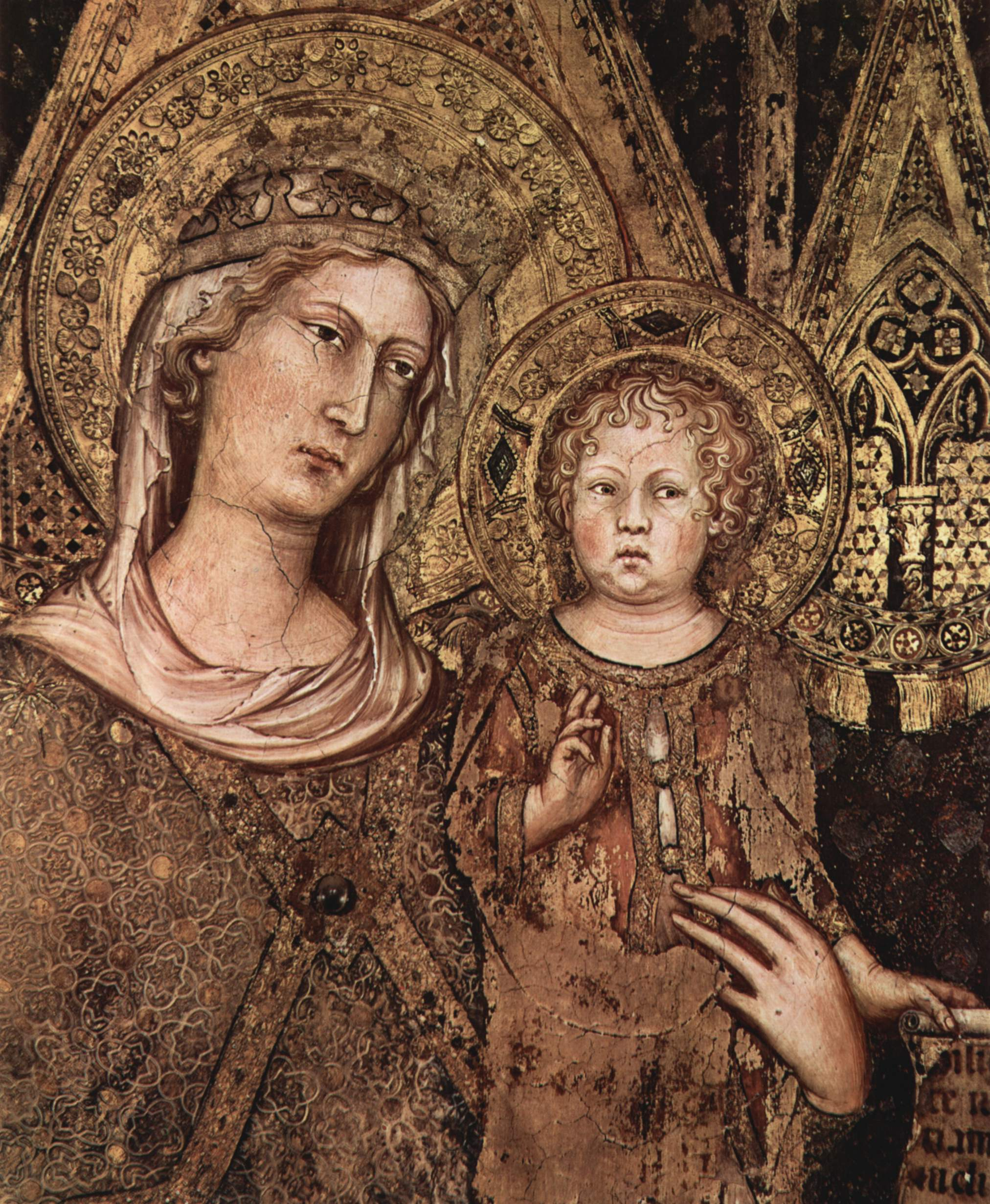
Particolare della Madonna e del Bambino

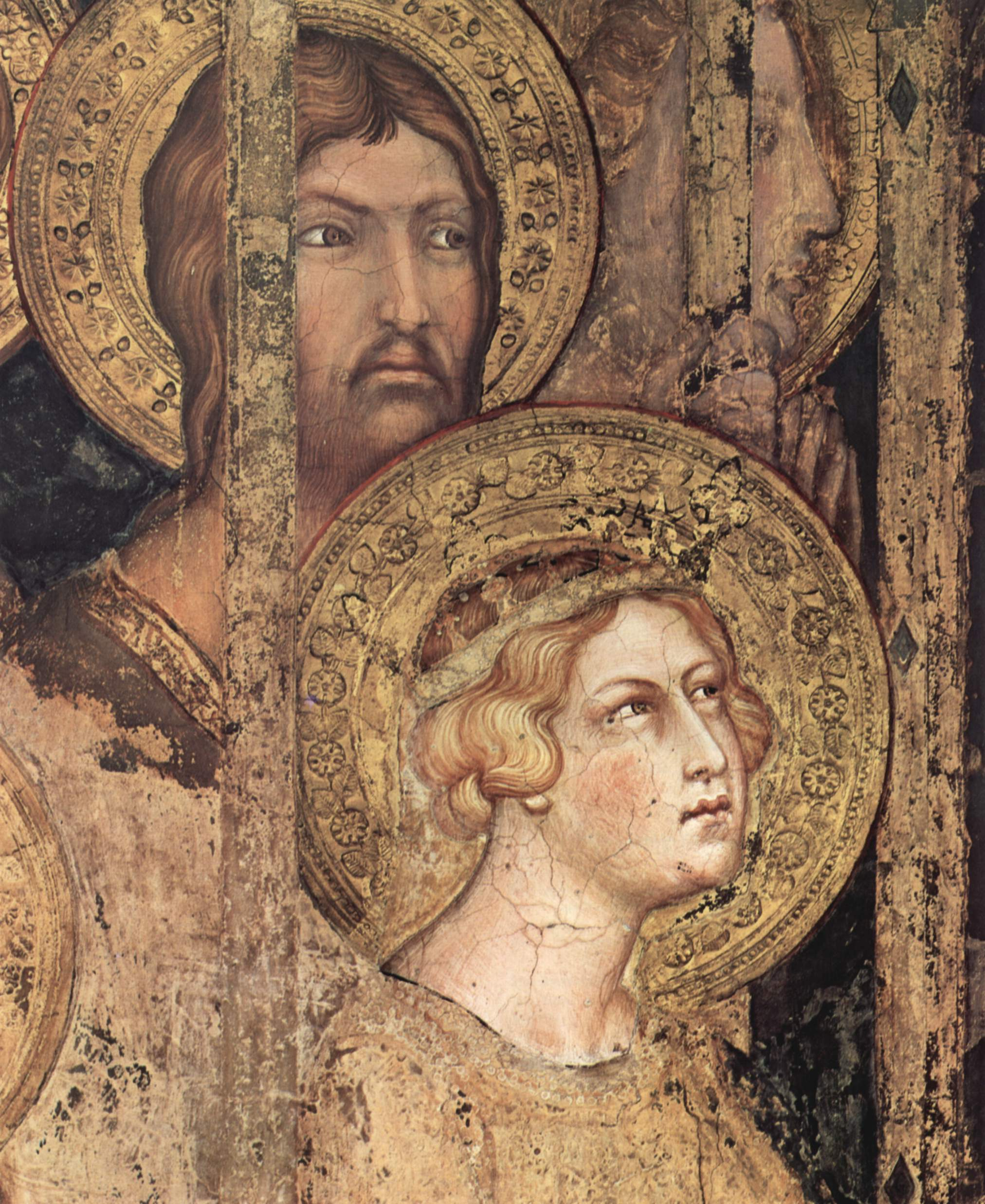
Sant'Orsola

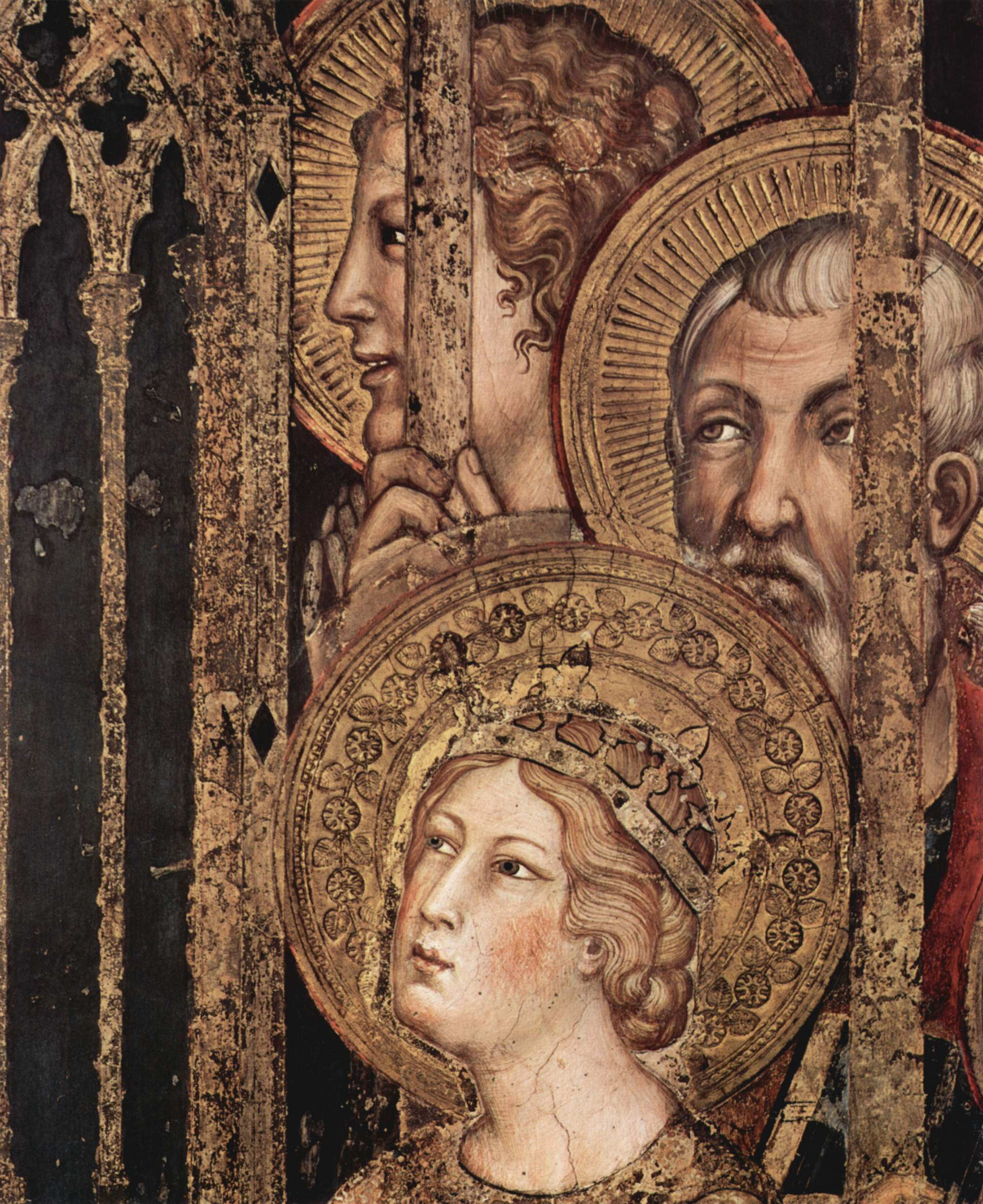
Santa Caterina d'Alessandria

L'affresco raffigura la Madonna in trono col Bambino circondata da Angeli e Santi. Una Madonna che volge lo sguardo lontano sia dall'osservatore che da suo figlio, in un punto imprecisato nel vuoto, siede su un ampio trono con i due fianchi laterali aperti e adornato con i motivi dello stile gotico raggiante. Con la mano sinistra regge il bambino, mentre con la destra tocca il piedino destro del piccolo. Il Bambino tiene un cartiglio in cui si legge: «DILIGITE IUSTITIAM QUI IUDICATIS TERRAM» (amate la giustizia, voi che giudicate la Terra).
La particolarità di questo affresco è la laicità della scena: nonostante le figure siano di carattere religioso, la Vergine viene rappresentata come una principessa, e gli angeli e i santi formano la sua corte. Altra conferma di questa affermazione è il luogo in cui si trova l'opera, ovvero lo stesso luogo per il quale l'opera è stata creata: il Palazzo Comunale (Siena), cioè un luogo tipicamente laico.
Ai lati del trono, in posizione inginocchiata, troviamo i quattro santi protettori della città di Siena e due angeli. Più precisamente, da sinistra a destra troviamo sant'Ansano, san Savino, un angelo, ancora un angelo, san Crescenzo e san Vittore. Subito dietro di loro, ancora da sinistra verso destra, troviamo in posizione astante San Paolo, l'arcangelo Michele, san Giovanni Evangelista, san Giovanni Battista, l'arcangelo Gabriele e san Pietro. Ancora più indietro abbiamo una terza fila con l'arcangelo Uriel, Santa Maria Maddalena, Sant'Orsola, Santa Caterina d'Alessandria, sant'Agnese e l'arcangelo Raffaele. La quarta fila vede i santi Bartolomeo, Matteo, Giacomo Minore, Giacomo Maggiore, Andrea e Simone. Infine, nella quinta ed ultima fila troviamo i santi Filippo, Tommaso, un angelo, ancora un angelo, Mattia e Taddeo. La rappresentazione è sotto un ampio baldacchino i cui pali sono retti dai santi stessi.
L'affresco è racchiuso da una cornice che corre su tutti e quattro i lati esterni. Qui sono presenti venti oculi al cui interno troviamo altrettante figure. I quattro oculi agli angoli raffigurano i Quattro Evangelisti. I due oculi centrali dei margini superiore e inferiore raffigurano il Redentore (in alto) e una figura doppia raffigurante il Vecchio e Nuovo Testamento (in basso). Le altre figure in alto e ai due margini laterali sono Profeti, mentre le restanti quattro figure nel margine inferiore sono Dottori della Chiesa. In basso, nel medaglione centrale troviamo una figura con due volti, l'uno giovane e l'altro vecchio, che alludono alla vecchia e nuova legge (Lex Vetus, Lex Nova). Negli spazi tra i vari oculi troviamo motivi vegetali quali cardi con foglie e, talvolta, fiori. Al centro di questi spazi troviamo, alternati i simboli della balzana (lo scudo bianco e nero simbolo della città di Siena) e del capitano del Popolo (il leone rampante su sfondo rosso). Questi simboli si trovano, ancora alternati, sui lati di stoffa del baldacchino che simboleggia la Gerusalemme Celeste.
In basso l'intero affresco è delimitato da dei finti intarsi di marmo.

## Stile

### Le somiglianze con la Maestà di Duccio di Buoninsegna
La Maestà di Duccio di Buoninsegna, che influenzò molto l’artista senese, realizzata nel 1308-1311 per l'Altare Centrale del Duomo di Siena ed oggi spostata nell'adiacente Museo dell'Opera del Duomo, fu sicuramente il modello a cui Simone si rifece per la sua Maestà. Lo sviluppo laterale dei registri dei personaggi è chiaramente ispirato a quell'opera, così come la loro identità. I quattro santi protettori di Siena che sono inginocchiati ai piedi del trono sono gli stessi della Maestà di Duccio. Anche molte delle figure in piedi nella Maestà di Simone sono presenti nella Maestà di Duccio, in piedi o nelle lunette. La derivazione duccesca di questa Maestà non riguarda solo le identità dei vari santi, ma anche le loro fisionomie. Il San Pietro di quest'opera assomiglia a quella di Duccio e lo stesso dicasi per i quattro santi inginocchiati, per i due San Giovanni, per Sant'Agnese e molti altri. Le figure di Simone Martini sono tutte reali e raffinate al tempo stesso, dipinte secondo un'unica fonte di luce e il trono è riportato in prospettiva diretta e con i fianchi aperti a libro, caratteristiche che di nuovo rimandano all'opera di Duccio (e che quest'ultimo aveva ripreso da Giotto).

### Le novità della Maestà di Simone rispetto a quella di Duccio
Ma nonostante le numerose derivazioni dalla Maestà di Duccio, quest'opera presenta numerosi tratti nuovi. 
1. L'affresco non è a totale superficie piana e furono utilizzati stampini per realizzare decorazioni in rilievo sulle superfici dorate (l'equivalente della punzonatura per le opere su tavola). Queste sono particolarmente evidenti nelle areole della Madonna, del Bambino, di tutti i santi a sinistra e di tutti quelli inginocchiati. Questa decorazione rimanda all'oreficeria senese del XIV secolo, uno dei campi artistici più vicini alla cultura gotica francese dell'epoca. Il trono inoltre è ricco di decorazioni in stile gotico raggiante, contro un trono ad intarsi marmorei nella Maestà di Duccio. Le cuspidi del trono sono inoltre addobbate con intarsi di vetro. Il manto della Vergine è legato da una vera pietra di cristallo di rocca. La pergamena del bambino è di materiale ricercato. Tutte queste caratteristiche derivano dalla forte influenza che l'arte gotica transalpina esercitava su Simone. Ma la ricca decoratività non si ferma a questi elementi. Il manto della Vergine ha una stoffa orientale, quello di Santa Caterina è broccato oro e simile doveva apparire quello di Sant'Orsola, oggi consunto.
2. Il volto di Maria non guarda più l'osservatore, ma è ieratico essendo indirizzato in un punto indeterminato nel vuoto.
3. Il volto di Maria è ingentilito e quello del Bambino è più paffuto; entrambi hanno una nuova fisionomia, mai vista prima, neppure nelle opere dello stesso Simone. È presente un certo realismo fisionomico anche in altre figure. Molte di queste fisionomie rimandano di nuovo all'arte gotica francese, come è evidente per le figure severe dei santi dalle lunghe barbe bianche.
4. Le mani hanno una raffinatezza ed una delicatezza mai vista prima. Questo grazie al fatto che le dita non sono più parallele come nell'opera di Duccio, ma differenziate.
5. La disposizione dei santi non segue una successione paratattica come in Duccio, ma corre invece lungo delle linee diagonali parallele che convergono in profondità dando un'illusione spaziale in prospettiva di sapore giottesco. Inoltre le figure non sono stipate entro uno spazio ristretto, ma si affollano attorno al trono in uno spazio che appare più ampio, alto e profondo, uno spazio che le aste ed il telone del baldacchino aiutano ad articolare.
6. La gamma cromatica di Simone, affascinato dagli smalti e dalle oreficerie d'oltralpe, è più ampia e dotata di velature e passaggi più morbidi. Soprattutto sono innovative le tinte azzurre e alcuni passaggi del giallo sfavillante delle aureole.
7. Diverso è anche il carattere delle due Maestà: eminentemente religiosa quella di Duccio, carica di significati morali e civici quella di Simone, come si evince anche dai versi che sono stati ritrovati in varie porzioni dell'opera.

### Le influenze di Giotto
Oltre ad influenze duccesche ci furono senza dubbio anche influenze di Giotto. Questo sicuramente nella misura in cui la stessa Maestà di Duccio fu influenzata da Giotto (vedi sopra). Le influenze di Giotto riguardano la prospettiva del trono, la Vergine, che volge lo sguardo lontano sia dall'osservatore che da suo figlio, in un punto imprecisato nel vuoto, i chiaroscuri, resi secondo un'unica fonte di luce, le angolazioni dei personaggi, che passano da raffigurazioni frontali (come i due arcangeli in piedi in seconda fila) ed altamente profilate (come per i due angeli ai piedi del trono o il San Vittore inginocchiato all'estrema destra), e infine il panneggio, talvolta ricco di morbide pieghettature volumetriche, come i veli intorno ai volti della Madonna, di Maria Maddalena o di sant'Agnese.
Ma Simone Martini si è lasciato influenzare da Giotto in misura ancora maggiore rispetto a Duccio di Buoninsegna. Il trono, per quanto ricreato di oreficeria gotica transalpina, non può non richiamare alla mente il trono di Giotto della Maestà di Ognissanti. Il baldacchino, con il suo telone pesante, ricorda l'utilizzo che Giotto faceva di tendoni simili per dare profondità allo spazio. Ma c'è un elemento ancora più straordinario che testimonia quanto Giotto fosse fonte d'ispirazione per Simone Martini. Come già detto, Simone Martini realizzò la sua Maestà in due momenti diversi, intervallati da un periodo in cui andò a lavorare nella Basilica Inferiore di San Francesco d'Assisi e dove ebbe occasione di entrare in contatto con Giotto. Tutti gli oculi della cornice inferiore, realizzati dopo la visita ad Assisi, hanno figure più dolci, quasi sorridenti, rispetto a quelle degli oculi più antichi. Le figure inoltre debordano dai confini dell'oculo e spesso mostrano particolari in profondità o in posizione avanzata. I cardi della cornice inferiore sono più gonfi e spesso fioriti, le foglie sono volumetriche piuttosto che schiacciate. È una distinzione che mostra l'evoluzione di Simone in senso giottesco addirittura all'interno di una stessa opera.

### La crescita di Simone durante l'opera: analisi degli oculi della cornice esterna
L'analisi delle giornate di intonaco ha permesso di chiarire che l'affresco fu iniziato dal margine alto e destro per poi procedere per fasce orizzontali ad altezza decrescente, cioè dall'alto verso il basso. In questo lavoro ogni singola fascia era affrontata sempre da destra verso sinistra. L'analisi dei 20 oculi con figure di santi e profeti che decorano la cornice esterna dell'affresco permettono di apprezzare i progressi di Simone Martini all'interno di una stessa opera. Secondo la successione cronologica dei lavori Simone affrontò prima i sette oculi della cornice superiore, quindi il secondo oculo della cornice destra, il secondo oculo della cornice sinistra, il terzo oculo della cornice destra, il terzo oculo della cornice sinistra, e così via, fino ai sette oculi della cornice inferiore. 
I sette oculi della cornice superiore e il secondo oculo della cornice destra hanno figure con volti severi e spesso simmetrici, secondi i canoni dell'arte gotica transalpina. Le aerole sono raggiate e lo sfondo è dorato e liscio, una tendenza dell'arte toscana dei primi anni del Trecento. Con i successivi tre oculi (secondo a sinistra e terzo a destra e sinistra) viene introdotta una novità: lo sfondo dorato non è più liscio, ma caratterizzato da una copertura omogenea di stampini a fiore. Alcuni volti si fanno inoltre meno severi. I successivi due oculi (il quarto a destra e sinistra) sono caratterizzati da nuovi stampini circolari con cinque petali bilobati all'interno e due foglie nervate che protrudono da essi. Tali stampini sono usati per rendere talvolta le aerole, talvolta lo sfondo. I volti dei santi si fanno più ammansiti. Le caratteristiche di questi due oculi permangono negli ultimi sette oculi della cornice, ovvero quelli del margine inferiore. Qui troviamo però un ulteriore elemento innovativo: le figure non sono più racchiuse entro i confini dell'oculo, ma debordano fuori dai confini. Ci sono anche altre suggestioni spaziali, evidenti soprattutto a livello dei libri o cartigli mostrati dalle varie figure. Le innovazioni prospettiche riguardano anche i motivi decorativi della cornice dove appaiono cardi più gonfi e voluminosi, foglie collocate nelle tre dimensioni e nuovi fiori prima del tutto assenti. Anche i modiglioncini della cornice sono più in prospettiva.
Questi passaggi mostrano un progressivo avvicinarsi sia ad un'arte orafa di sapore transalpino (nelle decorazioni delle aerole e degli sfondi) che alla tendenza tutta giottesca di porre le figure e cose rappresentate nelle tre dimensioni. Non è un caso che gli ultimi sette oculi del margine inferiore furono realizzati dopo l'interruzione e quindi solo dopo la parentesi assisiate in cui Simone entrò in contatto con Giotto in persona e con i suoi affreschi. 
Da notare infine come la transizione dalle aerole raggiate a quelle decorate con stampini floreali sia riscontrabile anche nelle figure principali: mentre tutti i santi, angeli e arcangeli in posizione stante a destra hanno aerole raggiate (ad eccezione di Santa Caterina che, secondo la cronologia a fasce da destra a sinistra, fu l'ultima ad essere fatta in quest'area dell'affresco e oltretutto rifatta nel 1321), la Madonna, il bambino e tutte le figure a sinistra hanno aerole con stampini. Queste permangono anche nelle aerole di tutti i santi e angeli inginocchiati in basso. A differenza degli oculi, nelle figure dell'affresco ci sono anche stampini circolari con una stella a otto punte, ciascuna terminante con piccola foglia ovoidale.